# Zwergsignal
Ein Zwergsignal ist ein Eisenbahnsignal, welches in niedriger Bauform neben dem Gleis angebracht ist. Es steht auf einem kleinen Mast, oder es ist ohne Mast am Boden aufgestellt. In der Schweiz ist der Begriff Zwergsignal so in den nationalen Fahrdienstvorschriften enthalten und wird mit genau bestimmten Signalbegriffen verwendet.
In Deutschland handelt es sich um eine umgangssprachliche Bezeichnung für verschiedene Arten von Eisenbahnsignalen. In der deutschen Eisenbahn-Signalordnung und im Signalbuch der Deutschen Bahn AG ist der Begriff Zwergsignal nicht enthalten; ebenso nicht im Signalbuch der Dienstvorschrift DV V2 der ÖBB. In der Richtlinie der Deutschen Bahn AG für Bautechnik, Leit-, Signal- und Telekommunikationstechnik wird der Begriff Zwergsignal allerdings durchaus verwendet.

## Schweiz

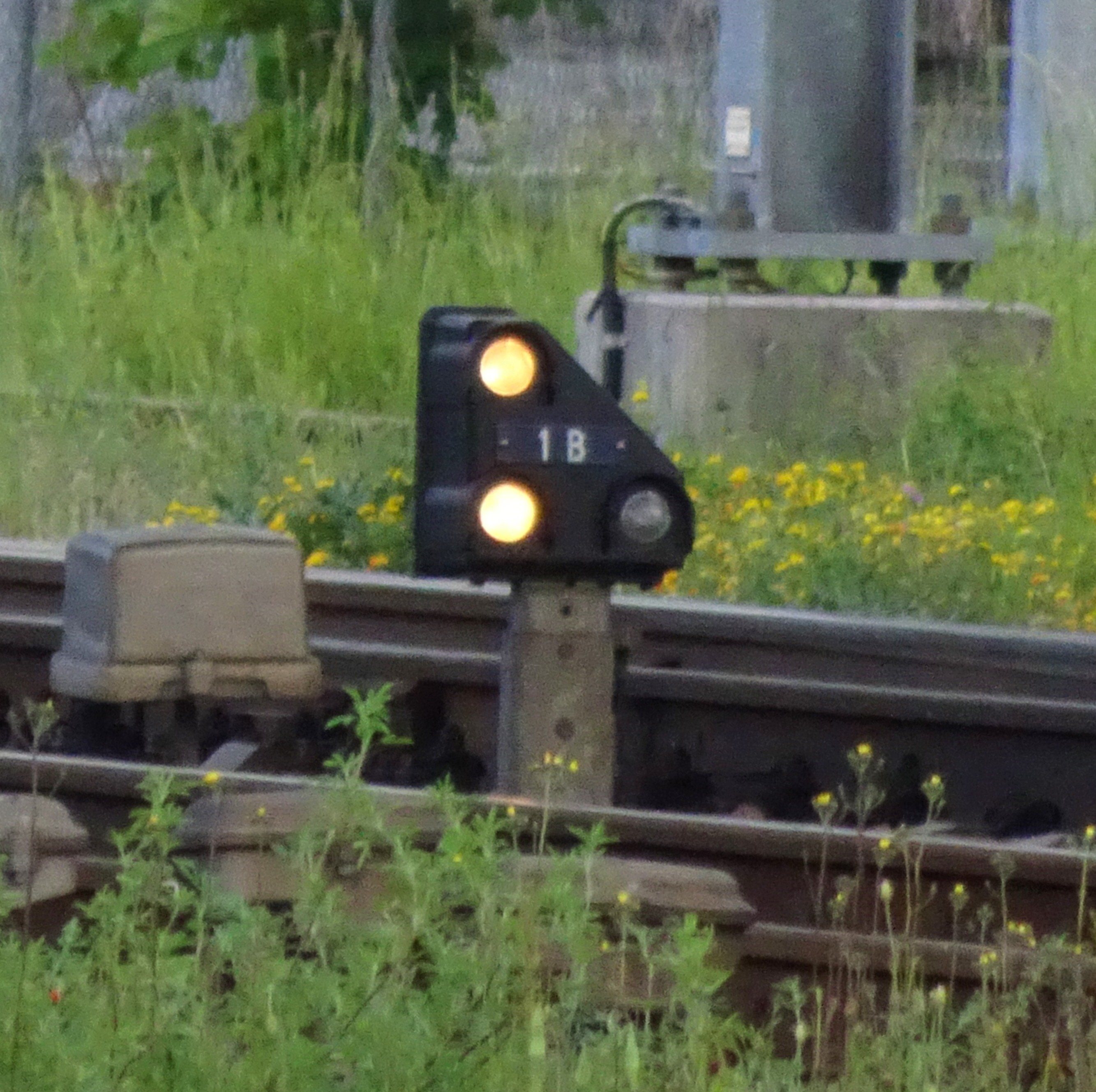
Zwergsignal der SBB in der Stellung "Fahrt"

Das Zwergsignal ist ein Lichtsignal, das in erster Linie Rangierbewegungen regelt. Es sichert zugleich auch die Fahrstraßen innerhalb eines Bahnhofes und bietet Flankenschutz. Damit erfüllt es sowohl Funktionen für den Rangier- als auch den Zugbetrieb. Es dient zudem zur Sicherung von Bahnübergängen innerhalb des Manöverbereiches eines Bahnhofes und auf Spurwechseln.
In der Regel werden Zwergsignale immer links vom Gleis aufgestellt. Wenn es jedoch die örtlichen Gegebenheiten erfordern, kann es ausnahmsweise rechts stehen. In diesem Fall weist auf der Vorderseite ein reflektierender oder leuchtender Pfeil auf das zugehörige Gleis. Zwergsignale befinden sich direkt am Boden neben dem Gleis, nur in speziellen Einzelfällen werden sie zur besseren Sichtbarkeit erhöht angebracht.

### Signalbilder
Ein Zwergsignal besitzt drei weiße Lampen in einem L angeordnet.
Es können drei verschiedene Signalbilder angezeigt werden:
| Signalbild | Bedeutung | Beziehung zu anderen Signalen |
| --- | --- | --- |
| Zwei Lampen brennen in senkrechter Stellung.                                                                               | Fahrt Beginn oder Fortsetzung der Fahrt | Das nächste Zwergsignal zeigt Fahrt oder Fahrt mit Vorsicht.                                                                                                  |
| Zwei Lampen brennen in schräger Stellung                                                                                   | Fahrt mit Vorsicht Beginn oder Fortsetzung der Fahrt. Unmittelbar nach dem Zwergsignal muss mit einem Hindernis gerechnet werden.                                                       | Das nächste Zwergsignal zeigt Halt, Fahrt mit Vorsicht oder es folgt kein weiteres. Ebenso kann ein Sperrsignal oder ein anders Halt zeigendes Signal folgen. |
| Zwei Lampen brennen in waagerechter Stellung.                                                                              | Halt Halt vor dem Signal. | Ein vorausgehendes Zwergsignal zeigt Fahrt mit Vorsicht. |
| Der aufgemalte Pfeil zeigt auf das zugehörige Gleis. Der schrägstehende Balken leuchtet bei Fahrt oder Fahrt mit Vorsicht. | Auf der Rückseite der Zwergsignale leuchtet bei Fahrt oder Fahrt mit Vorsicht der weiße, schräge Lichtstreifen. Ein aufgemalter Pfeil gibt das Gleis an, zu dem das Zwergsignal gehört. | |

### Funktionsweise im Betrieb

#### Abhängigkeiten
Nicht jeder Bahnhof in der Schweiz ist mit Zwergsignalen ausgerüstet. Wo jedoch Zwergsignale aufgestellt sind, finden sie bei Rangierfahrten Beachtung; die Zustimmung zu einer Rangierfahrt wird also durch das Zwergsignal gegeben. Bei Zugfahrten gelten sie zusätzlich zu den Hauptsignalen, welche entweder dem Signalsystem L oder dem Signalsystem N entsprechen. Sollte bei einer Zugfahrt ein Zwergsignal Halt zeigen oder gestört sein so muss davor angehalten werden.
Ein Zwergsignal steht immer in Abhängigkeit vom nächsten. Soll beispielsweise eine Rangierfahrt über zwei Gleisabschnitte durchgeführt werden, welche durch ein Zwergsignal jeweils an Anfang und Ende gesichert sind, zeigt das erste Fahrt, das zweite warnt durch Fahrt mit Vorsicht und das letzte zeigt Halt.

Die Illustration zeigt das Signalbild einer Rangierfahrstrasse vom Gleis 4 über Gleis 44 ins Gleis 34.
- Das Zwergsignal am Zielpunkt der Fahrt (bei Weiche 13) zeigt Halt.

- Das vorletzte Zwergsignal im Fahrweg bei Weiche 14 zeigt Fahrt mit Vorsicht.

- Das Zwergsignal am Startpunkt der Fahrt bei Weiche 17 zeigt Fahrt.

Beim Signalbegriff Fahrt darf bei Rangierfahrten mit der örtlich bestimmten höchstzulässigen Geschwindigkeit gefahren werden. Beim Fahrbegriff Fahrt mit Vorsicht muss die Geschwindigkeit so gewählt werden, dass jederzeit vor einem Hindernis angehalten werden kann.

#### Prüfung auf freien Fahrweg
Dabei spielt auch die verwendete Stellwerkstechnik eine Rolle. Ein elektronisches Stellwerk prüft den eingestellten Fahrweg der Rangierfahrstrasse auf Belegungen. Wäre im illustrierten Beispiel das Gleis 44 (teilweise) belegt, dann würde auch das Zwergsignal bei Weiche 17 Fahrt mit Vorsicht zeigen – und eben nicht Fahrt.

Bei Relaisstellwerken hingegen findet diese Prüfung nicht statt, das erste Zwergsignal würde also auch bei belegtem Gleis 44 "Fahrt" zeigen. Dies wird im Eisenbahnerjargon als "falscher Zwerg" bezeichnet und ist gemäss Schweizer Fahrdienstvorschriften aus Sicherheitsgründen verboten bzw. nur nach Absprache zwischen Fahrdienstleiter und Rangierer erlaubt.

#### Rangierfahrten gegen eingestellte Zugfahrstraßen
Gegen eine eingestellte Zugfahrstraße dürfen grundsätzlich keine Rangierfahrstraßen eingestellt werden. Ausnahmefall:
- es wird gegen gebremste Fahrzeuge angefahren, die sich vor der eingestellten Zugfahrstraße befinden.

In Bahnhöfen mit Zwergsignalen ist es zudem gestattet, eine Rangierfahrstraße gegen eine eingestellte Zugfahrstraße zu stellen, wenn
- sich das vom Rangierleiter genannte Ziel der Rangierfahrt im Gleis vor der eingestellten Zugfahrstraße befindet und ein Zwergsignal HALT zeigt

ODER
- die Rangierfahrt zum direkten Aufstellen von Zügen ans Perron dient.

#### Abhängigkeit Hauptsignal vom Zwergsignal
Bedingt durch die Stellwerkstechnik bei Relaisstellwerken (Domino-Stellwerke) stehen Zugfahrstraßen in einseitiger Abhängigkeit von den Zwergsignalen. Eine Zugfahrstrasse kann hier grundsätzlich nur eingestellt werden, wenn im gleichen Fahrweg zunächst eine Rangierfahrstrasse erfolgreich eingestellt wurde; alle im Fahrweg liegenden Zwergsignale müssen also Fahrt oder Fahrt mit Vorsicht zeigen. Es muss mindestens eine Lampe in jedem Zwergsignal brennen. Somit ist das Einstellen einer Zugfahrstrasse auch bei einer defekten Lampe eines Zwergsignals möglich; bei zwei defekten Lampen in einem Zwergsignal ist je nach Fall keine Zugfahrstrasse mehr einstellbar, bei drei defekten Lampen grundsätzlich nicht mehr.
Bei elektronischen Stellwerken (Simis, Elektra) besteht diese Abhängigkeit hingegen nicht. Hier kann eine Zugfahrstrasse auch bei unbeleuchteten Zwergsignalen eingestellt werden.
Signalisiert ein Hauptsignal Halt, kann das dazugehörende Zwergsignale ebenfalls Halt zeigen; muss aber nicht, wenn beispielsweise eine Rangierfahrstrasse von diesem Gleis aus eingestellt ist, beispielsweise für das Wegstellen oder Schwächen der Zugskomposition.
Bei einer besetzten Einfahrt, also einer Zugfahrstraße in ein Gleis, welches teilweise belegt ist, zeigt das letzte Zwergsignal immer Fahrt mit Vorsicht. Die besetzte Einfahrt wird am Hauptsignal mit Fahrbegriff 2 oder 6 in Kombination mit dem Besetztsignal angegeben. Vereinfacht erklärt bedeutet beides, dass mit verminderter Geschwindigkeit zu fahren ist.
Jedoch sind nicht alle Bahnhöfe mit entsprechenden Signalen für die besetzte Einfahrt ausgerüstet. Wo dies nicht der Fall ist, kann eine besetzte Einfahrt als Zugfahrstrasse nur durch eine Notbedienung eingestellt werden.
Das letzte Zwergsignal bei einer eingestellten Zugfahrstraße gegen die Strecke zeigt immer Fahrt. Dies ist bei einer Rangierfahrstraße, die bis an die Grenze des Bahnhofs eingestellt ist, nie der Fall. Hier zeigt das letzte Zwergsignal stets Fahrt mit Vorsicht.
Stellt ein Lokführer eines durchfahrenden Zuges in seinem Fahrweg ein Halt zeigendes Zwergsignal fest, muss er den Zug augenblicklich stoppen und mit dem Fahrdienstleiter Kontakt aufnehmen.
Zwergsignale dienen auch dem Flankenschutz. Kann beim Einstellen einer Rangierfahrstrasse eine notwendige Flankenschutzweiche keine Endlage erreichen oder ist sie in nicht schutzbietender Lage belegt, gilt dies als Flankenschutzverletzung. Das für den Flankenschutz zuständige Zwergsignal bleibt dann auf Halt.

### Bei Störungen
Ein unbeleuchtetes Zwergsignal ist als Haltesignal zu interpretieren. Bei einem unklaren Signalbild mit einer brennenden Lampe ist die sichere Variante anzunehmen. Das bedeutet:
- Brennt nur die obere Lampe, gilt Fahrt mit Vorsicht.
- Funktioniert nur eine der unteren Lampen, ist Halt anzunehmen.

Nur Signale mit dem weißen dreieckigen Aufsatz dürfen dunkel überfahren werden. Ansonsten muss der Prozess für gestörte Signale eingehalten werden.
Die Lampen sind nicht in Serie, sondern parallel geschaltet. Damit fällt bei einer defekten Lampe nur diese aus.

## Deutschland
Sperrsignale in niedriger Bauform werden umgangssprachlich als Zwergsignale oder auch Schotterzwerg bezeichnet. In besonderen Fällen gibt es auch niedrig stehende Hauptsignale.